# 戸上城太郎
戸上 城太郎（とがみ じょうたろう、1916年5月18日 - 1980年7月24日）は、日本の俳優。
長崎県に生まれる。本名・田川正三。

## 来歴・人物
猶興館中学4年修了。東宝京都撮影所俳優養成所で学び、1939年に今井正監督の『沼津兵学校』でデビュー。すぐに日活に移籍し、1941年に稲垣浩監督の『海を渡る祭礼』で初主演。その後所属先は日活から大映、松竹と変わる。
大柄な体躯と野太い声が特徴で殺陣の名手としても知られたが、台詞回しの癖のため主演スターとしては伸び悩んだ。中年期以降は主に時代劇の悪役・敵役として活躍した。
1960年には高田浩吉、近衛十四郎と共に時代劇量産体制にあった東映に移籍。東映時代『梟の城』（1963年）において大友柳太朗と敵対する忍者の頭目の役で、高所恐怖症のため空を飛ぶシーンの撮影（クレーンとワイヤーを用いた）の際に苦労したとのエピソードがある。
1964年、『集団奉行所破り』を最後に東映を離れ、映画のみならずテレビドラマへも多数出演。
1980年7月24日、死去。
稲垣の監督生活50周年記念『地獄の蟲』（戦前に不完全な形で公開された作品の完全な形でのリメイク）が遺作となった。

## 出演作品

### 映画
- 沼津兵学校（1939年、東宝）
- 織田信長（1940年、日活）- 前田犬千代
- 右門江戸姿（1940年、日活）- 前田利家
- 討入前夜（1941年、日活）- 岡島八十右衛門
- 伊達大評定（1941年、日活）- 菅沼小助
- 海を渡る祭礼（1941年、日活）- 小布施羊太郎
- 江戸最後の日（1941年、日活）- 山岡鉄太郎
- 決戦奇兵隊（1941年、日活）- 末吉
- 江戸の龍虎（1942年、日活）- 進藤又四郎
- 宮本武蔵 一乗寺決闘（1942年、日活）- 御池十郎左衛門
- 維新の曲（1942年、大映）- 杉山松助
- 伊賀の水月（1942年、大映）- 河合又五郎
- 成吉思汗（1943年、大映）
- 無法松の一生（1943年、大映）- 五高の先生
- 菊池千本槍 シドニー特別攻撃隊（1944年、大映）- 菊池武光
- 木曾の天狗（1948年、大映）- 勘介
- 地下街の弾痕（1949年、大映）- 早川検事
- にっぽんGメン 難船崎の血闘（1950年、東映）- 犬飼藤吉
- 天狗の安（1951年、東映）- 平原
- 旗本退屈男 唐人街の鬼（1951年、東映）- 薄田哲人
- 酔いどれ八萬騎（1951年、東映）- 中川彦十郎
- 八ツ墓村（1951年、東映）
- 怪傑鉄仮面（1951年、東映）- 熊谷嘉平次
- 江戸恋双六（1951年、東映）- 川名隼人
- 修羅八荒（1952年、東映）- 三輪与一郎
- 遊民街の夜襲（1952年、東映）- 渡邊辰之助
- 魔像（1952年、松竹）- 神保造酒
- 柳生の兄弟（1952年、松竹）- 磯部大機
- 若君罷り通る（1952年、松竹）- 跡見八郎太
- 腰抜け伊達騒動（1952年、松竹）- 板倉内膳正
- あばれ獅子（1953年、松竹）- 箕作阮甫
- 江戸いろは祭（1953年、松竹）- 金山徳五郎
- 次郎長一家罷り通る（1953年、松竹）- 次郎長
- 美男天狗党（1954年、松竹）- 千種太郎
- 濡れ髪権八（1954年、松竹）- 本庄助左衛門
- 二等兵物語（1955年、松竹）- 憲兵将校
- 続二等兵物語 五里霧中の巻（1956年、松竹）- 柴田中隊長
- 流転（1956年、松竹）- 鉄火場の胴元
- 続二等兵物語 南方孤島の巻（1956年、松竹）- 小島少尉
- りんどう鴉（1957年、松竹）- 村野軍兵衛
- 伝七捕物帖 美女蝙蝠（1957年、松竹）- 鉄五郎
- 大忠臣蔵（1957年、松竹）- 不破数右衛門
- はやぶさ奉行（1957年、東映）- 俵藤源之進
- 柳生武芸帳（1957年、東宝）- 柳生十兵衞
- 眠狂四郎無頼控 魔剣地獄（1958年、東宝）- 白鳥主膳
- あばれ街道（1959年、東映）- 平田深喜
- 恋山彦（1959年、東映）- 深瀬大全
- 百万両五十三次（1959年、東映）- 小源太
- 天下の伊賀越 暁の血戦（1959年、東映）- 桜井半兵衛
- 風雲児 織田信長（1959年、東映） - 蜂須賀小六
- 壮烈新選組 幕末の動乱（1960年、東映）- 鈴木三樹三郎
- 御存じいれずみ判官（1960年、東映）- 天童重四郎
- 任侠中仙道（1960年、東映）- 羽倉外記
- 新吾十番勝負 第三部（1960年、東映）- 多羅尾平八
- 旅の長脇差 花笠椿（1960年、東映）- 一角
- 庄助武勇伝 会津磐梯山（1961年、東映）- 長阪将監
- 旗本喧嘩鷹（1961年、東映）- 四方田鉄斎
- 剣豪天狗まつり（1961年、東映）- 鳴子典膳
- 赤穂浪士（1961年、東映）- 小林平八郎
- 八荒流騎隊（1961年、東映）- 雲風軍兵衛
- 源氏九郎颯爽記 秘剣揚羽の蝶（1962年、東映）- 左源太
- 稲妻峠の決闘（1962年、東映）- 柴田勝家
- きさらぎ無双剣（1962年、東映）- 八木諸左衛門
- 忠臣蔵 花の巻・雪の巻（1962年、東宝） - 清水一角
- 変幻紫頭巾（1963年、東映）- 海老沢八平太
- 忍者秘帖 梟の城（1963年、東映）- 摩利洞玄
- 集団奉行所破り（1964年、東映）- 長坂又右衛門
- 士魂魔道 大龍巻（1964年、宝塚映画）- 武藤満太
- 燃えよ剣（1966年、松竹） - 芹沢鴨
- 佐々木小次郎（1967年、東宝）- 海賊那智丸
- 縄張はもらった（1968年、日活）- 狭間徳治
- あらくれ（1969年、日活）- 今野
- 博徒百人 任侠道（1969年、日活）- 尾山
- 刺客列伝（1969年、日活）- 飯沼
- 前科 仮釈放（1969年、日活）- 大矢根正造
- 続 女の警察（1969年、日活）- 阿久根玄洋
- 風林火山（1969年、東宝 / 三船プロ）- 村上義清
- 新選組（1969年、東宝 / 三船プロ）- 宮部鼎蔵
- 待ち伏せ（1970年、東宝 / 三船プロ）- 法華の権次
- 盛り場仁義（1970年）- 黒坂京之助
- 捨て身のならず者（1970年、東映）- 水野
- 激動の昭和史 軍閥（1970年、東宝） - 閣僚
- 流血の抗争（1971年、日活）- 小峰信次郎
- 地獄の蟲（1979年、マツダ映画社）- 藤木弥九郎

### テレビドラマ
- 殺陣師段平（1962年、フジテレビ）
- 新選組血風録 第10話（1965年、NET）
- 三匹の侍（フジテレビ）
  - 第3シリーズ 第9話（1965年）
  - 第4シリーズ 第2話「血闘」（1966年） - 匂坂多聞
  - 第6シリーズ 第19話「女が待っている」（1969年） - 森久保新兵衛
- 素浪人 月影兵庫 第1部第8話（1965年、NET）
- 遊撃戦 第8話（1966年、日本テレビ）
- 新吾十番勝負 （TBS / 松竹テレビ室）
  - 第11話「阿波の渡り鳥」（1966年）- 鬼道丸
  - 第24話「地獄の使者」（1967年）- 壬生将監
- 眠狂四郎 第12話（1967年、フジテレビ）
- 俺は用心棒 第1部第23話（1967年、NET）
- 仮面の忍者 赤影 第28話「忍法大怪魚」（1967年、フジテレビ）
- 風 第17話（1967年、TBS）
- コメットさん 第35話「星から来たおばあさん」（1968年、TBS）- 代官
- ザ・ガードマン （TBS / 大映テレビ室）第162話「一億円交響楽」（1968年）
- 風来坊 第14、17話（1968年、フジテレビ）
- マイティジャック 第8話「戦慄のオーロラ」（1968年、フジテレビ）- サブ・ポータムス艦長
- 五人の野武士 第4、26話（1968 - 1969年、日本テレビ）
- 素浪人 花山大吉 第9、28、42、54、73、82、101話（1969 - 1970年、NET）
- 無用ノ介 第3話（1969年、日本テレビ）
- プレイガール 第1部第15話（1969年、テレビ東京）
- 右門捕物帖 第3話（1969年、日本テレビ）
- 女殺し屋 花笠お竜 第19話（1970年、テレビ東京）
- 旗本退屈男 第10話（1970年、フジテレビ）
- 鬼平犯科帳 第47話「運の矢」（1970年、NET / 東宝） - 森口庄五郎
- 大忠臣蔵（1971年、NET）
  - 第8話「暗躍する隠密群」 - 山之部一平
- 軍兵衛目安箱 第4話「春十年」（1971年、NET） - 猪又
- ターゲットメン 第3話（1971年、NET）
- 大江戸捜査網 第2部第5話「峠に地獄の雨が降る」（1972年、テレビ東京） - 柴崎典膳
- 変身忍者 嵐 第38話（1972年、毎日放送）
- 無宿侍 第5話（1973年、フジテレビ）
- 旗本退屈男 第15話（1974年、NET）
- 破れ傘刀舟悪人狩り（NET / 三船プロ）
  - 第66話「傷だらけの報酬」（1975年） - 板倉内膳
  - 第108話「暗黒の烙印」（1976年） - 坂部能登守
- 破れ奉行 （テレビ朝日 / 中村プロ）
  - 第1話「疾風!斬り捨て御免!」（1977年） - 脇田備中守
  - 第23話「佐賀町河岸の女」（1977年） - 黒田大膳
- 破れ新九郎 第5話「哀愁 女の十字路」（1978年、テレビ朝日 / 中村プロ） - 下北道玄
- 若さま侍捕物帳 第2話（1978年、テレビ朝日）
- 同心部屋御用帳 江戸の旋風IV 第5話「二ツの顔を持つ男」（1978年、フジテレビ） - 紅蜘蛛の丹兵衛